# Pablo Gargallo

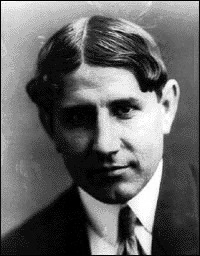
Pablo Gargallo, 1910

Pablo Emilio Gargallo Catalán (* 5. Januar 1881 in Maella, Provinz Saragossa; † 28. Dezember 1934 in Reus, Provinz Tarragona) war ein spanischer Bildhauer und Maler. Er gilt als einer der bedeutendsten Künstler der Avantgarde-Aragonier.

## Leben

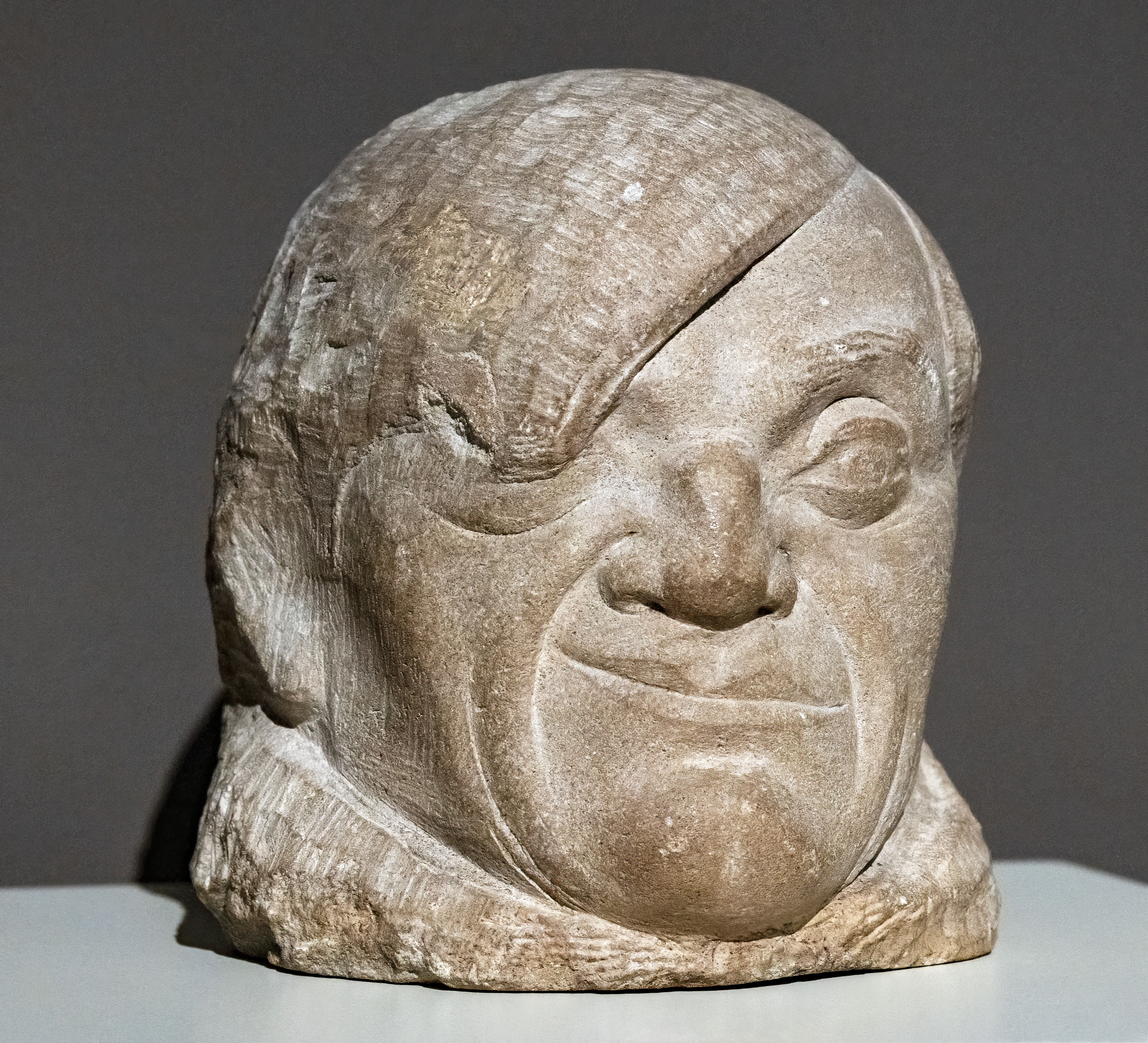
Büste von Pablo Picasso, Felsen, 1913

Skulptur von Kiki vom Montparnasse (1928), Musée Goya

Im Jahr 1888 zog Pablo Gargallo mit seiner Familie von Maella nach Barcelona, wo er 1894 in der Werkstatt von Eusebio Anaus eine unbezahlte Lehre als Gießer und Steinmetz absolvierte. In Abendkursen verbesserte er seine Zeichenkenntnisse. Im Jahre 1898 nahm Gargallo an einer ersten Gemeinschaftsausstellung in Barcelona teil. Im Jahre 1900 besuchte er die Schule der Schönen Künste La Llotja in Barcelona. Von dieser Schule erhielt er 1902 ein Reisestipendium nach Paris, welches er im Oktober 1903 antrat.
1904 erhielt er den Auftrag für die Skulpturen-Ausgestaltung, sowohl des Innen- als auch des Außenbereiches, für den Neubau des Hospital de la Santa Creu i Sant Pau in Barcelona. 1908 war er für die Skulpturen im Inneren des Palau de la Música Catalana ebenfalls in Barcelona verantwortlich. Beide Ensembles gehören heute zum Weltkulturerbe der UNESCO.
Später ging er nach Frankreich, wo er längere Zeit im Pariser Stadtviertel Montparnasse lebte. Gargallo schloss sich der Künstlerkolonie im Bateau-Lavoir mit Max Jacob, Juan Gris und anderen hungernden Künstler, darunter auch Pablo Picasso, an. Durch Gris lernte Gargallo die Künstlerin und das Modell Magali Tartanson kennen, die er im Jahr 1915 heiratete. Unter seinen Werken sind drei Skulpturen von der schwedischen Filmschauspielerin Greta Garbo zu finden, ferner eine Skulptur aus Kupferblech aus dem Jahre 1926 Bacchante.
Die Stadt Barcelona beauftragte ihn im Jahre 1927, in Vorbereitung auf die Weltausstellung 1929, mit der Herstellung dreier Skulpturen für die Placa de Catalunya. 1929 stellte Gargallo für das Stadion in Montjuich vier Skulpturen her, ferner zwei Streitwagen aus Kunststein und zwei Reiter mit olympischem Gruß aus Bronze, die heute im Palacio de la Virreina in Barcelona stehen. Kopien der Statuen sind im Hof des Museo Gargallo in Saragossa aufgestellt.
1932 war er Teilnehmer an einer Ausstellung iberischer Künstler in der Galerie Flechtheim in Berlin, ebenso an einer Ausstellung in der Galerie Brummer in New York City.
Pablo Gargallo starb am 28. Dezember 1934 in Reus an den Folgen einer Lungenentzündung.

## Gemeinschaftsausstellungen
- Eisenskulptur aus Spanien, Städtische Kunsthalle Mannheim, Museum Bochum, Haus am Waldsee, Berlin.